# 拉拉阿維斯 (密西西比州)
拉拉阿維斯（英語：Rara Avis）是位於美國密西西比州伊塔萬巴縣的鬼鎮。

## 地理
拉拉阿維斯所處的海拔為高於海平面157米（即515英呎），而該地所採用的時區為UTC-6，即北美中部時區（CST）。同時該地設有夏令時間，為UTC-6調快一小時，即UTC-5（CDT）。